# Temelucha confusa
Temelucha confusa là một loài tò vò trong họ Ichneumonidae.